# Hydrocynus tanzaniae
A Hydrocynus tanzaniae a csontos halak (Osteichthyes) főosztályának sugarasúszójú halak (Actinopterygii) osztályába, ezen belül a pontylazacalakúak (Characiformes) rendjébe és az Alestidae családjába tartozó faj.

## Előfordulása

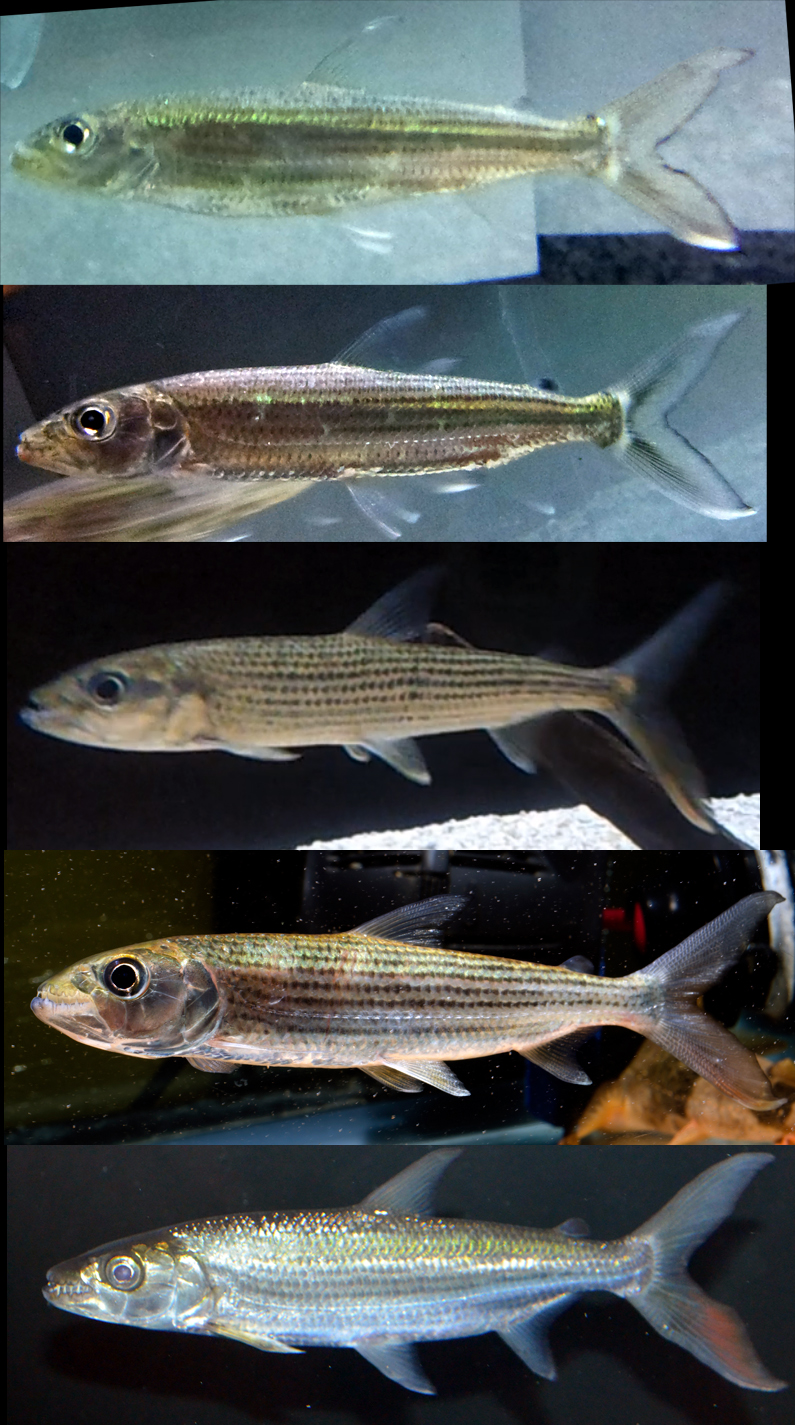
Fentről a 2. a Hydrocynus tanzaniae

A Hydrocynus tanzaniae előfordulási területe Afrikában van. Tanzánia egyik endemikus hala.

## Megjelenése
Ennek a halfajnak a nősténye elérheti a 24,7 centiméteres hosszúságot.

## Életmódja
Trópusi és édesvízi ragadozó hal, amely a nagy folyók és tavak nyílt részein él. A tápláléka kisebb halakból áll.